# تورنفورية بليزية
تورنفورية بليزية (الاسم العلمي:Tournefortia belizensis) هي نوع من النباتات يتبع جنس التورنفورية من الفصيلة الحمحمية.